# USS Macon (ZRS-5)
USS Macon (ZRS-5) byla druhou obří ztuženou vzducholodí, kterou si spolu se sesterskou USS Akron (ZRS-4) pořídilo americké námořnictvo na přelomu dvacátých a třicátých let 20. století. Během své služby vykonala celkem 54 letů v celkové délce 1798 letových hodin.

## Stavba

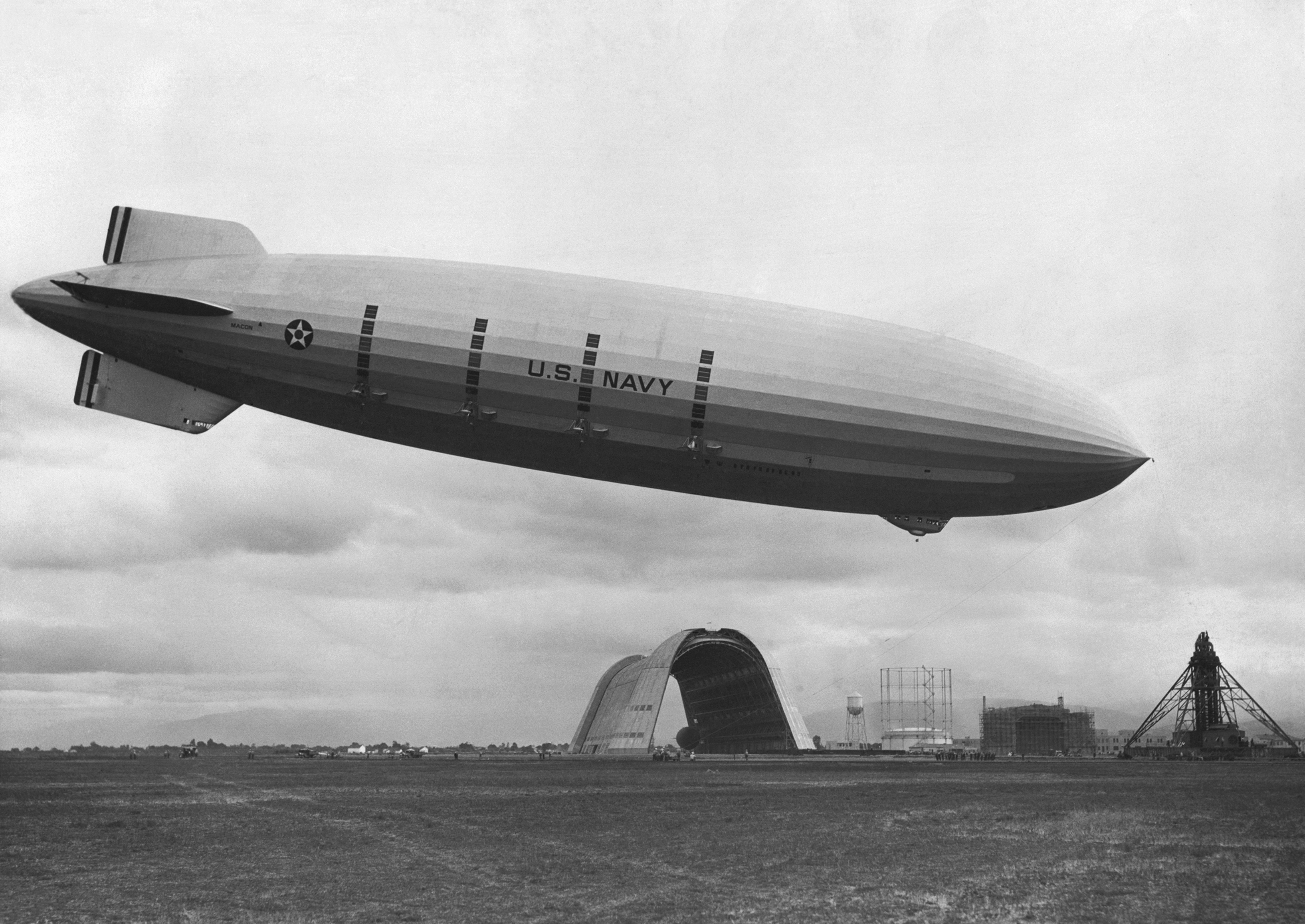
Vzducholoď USS Macon (ZRS-5) nad Moffett Fieldem (1933). Všimněte si čtyř kondenzátorů spalin nad každým z motorů a záložního velitelského stanoviště v dolní svislé ocasní ploše

Vzducholoď vyrobila společnost Goodyear-Zeppelin Corporation v Akronu ve státě Ohio. Slavnostně byla pokřtěna 21. dubna 1933, poprvé vzlétla téhož dne. Do služby byla zařazena 23. června 1933.

## Konstrukce

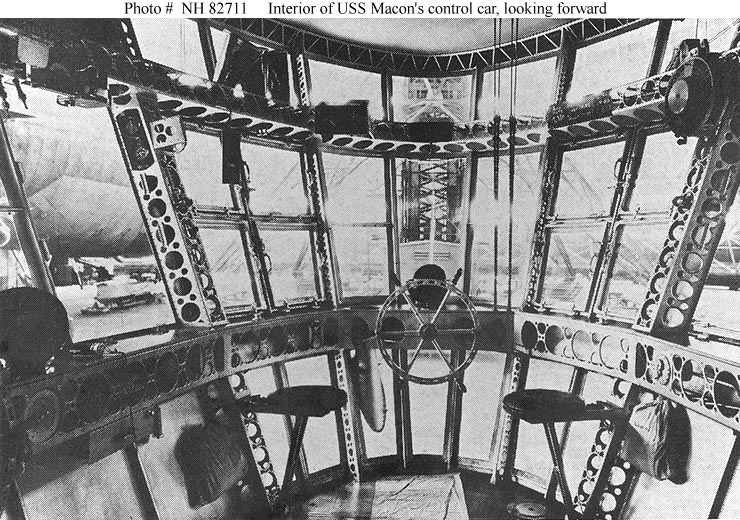
Můstek vzducholodě Macon

Macon měla prakticky stejné parametry jako vzducholoď Akron: 12 plynových oddílů o celkovém objemu 194 000 m3, plněná héliem, délka 239 m, poháněná osmi motory Maybach VL-II po 420 kW (560 HP). Motory byly uvnitř trupu a vrtule o průměru 5 m byly poháněny náhony. Vrtule umožňovaly reverzaci i natáčení směrem vzhůru a dolů. Maximální plánovaná rychlost byla 139 km/h. Vodní páry, vzniklé spálením benzínu, kondenzovaly v osmi kondenzátorech nad každým z motorů a takto získaná voda sloužila jako zátěž za spotřebované palivo. Tím se snížila nutnost vypouštět drahé helium (na dorovnání snížené hmotnosti vlivem ubývajícího paliva) na minimum. Dostup byl 1500 m. Stejně jako Akron měla i Macon kostru tvořenou z dvanácti hlavních tuhých přepážek, 33 pomocných přepážek, 36 podélných profilů a tří kýlů (jeden centrální a dva po stranách). Hlavní velitelská kabina byla pod přídí a záložní velitelské stanoviště v náběžné hraně spodní svislé ocasní plochy. Hlavní prostory osádky se nacházely v bočních kýlech. Navrhovalo se i prodloužení trupu o 22,5 m vsazením další sekce s plynovými oddíly, ale pro nedostatek financí toto nebylo realizováno.
Pro svou obranu vzducholoď nesla osm kulometů Browning. Ve vnitřním hangáru bylo uloženo až pět malých stíhacích dvouplošníků Curtiss F9C Sparrowhawk. Běžně ale nesla pouze čtyři. Stíhačky pro start a přistání využívaly vysouvací hrazdu, na kterou se zachytávaly hákem umístěným nad horním křídlem.

## Havárie

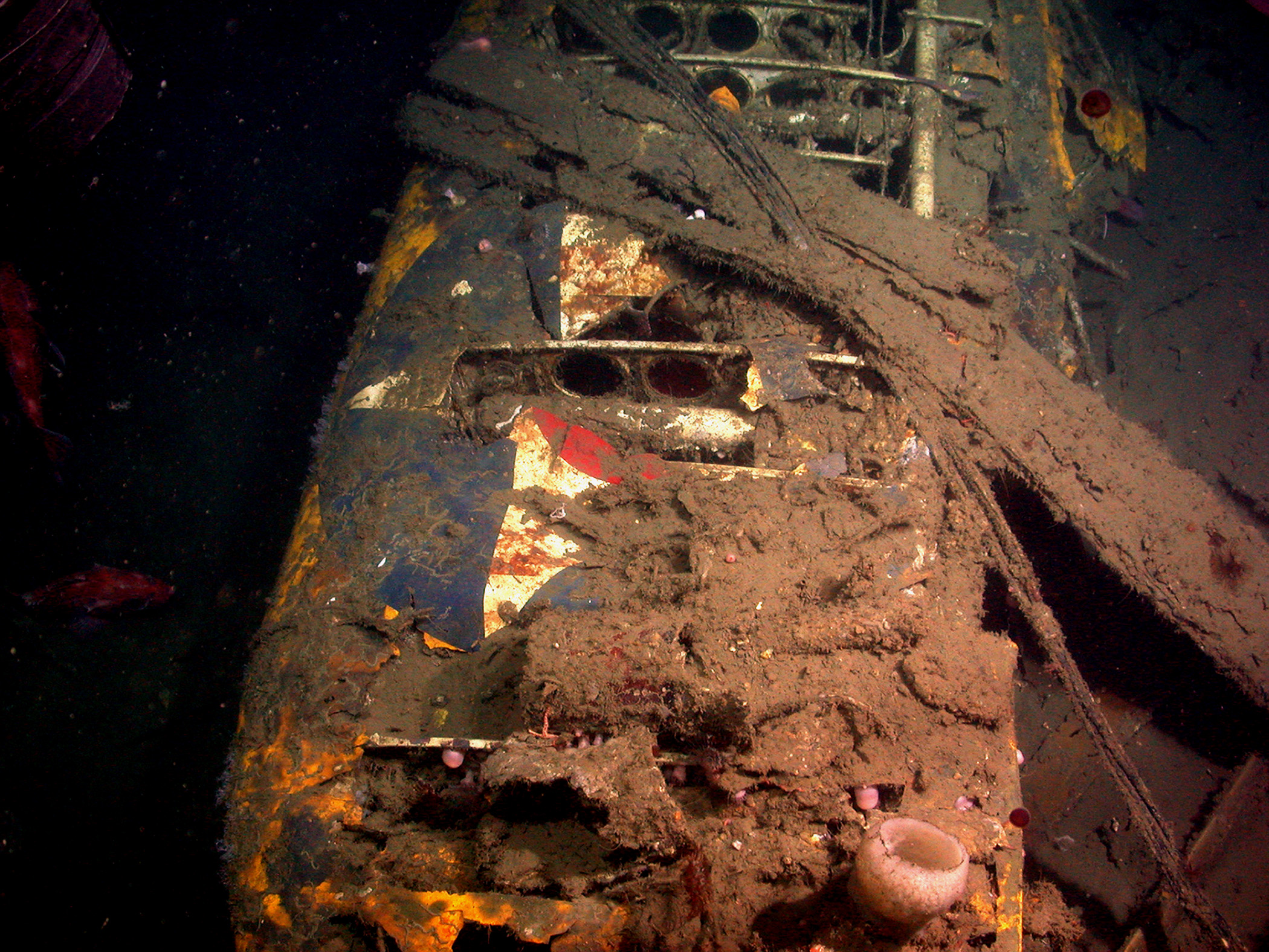
Vrak stíhacího letounu Curtiss F9C Sparrowhawk ze vzducholodě Macon

Dne 12. února 1935 se vzducholoď Macon, při návratu z námořních manévrů, zřítila se do Tichého oceánu v zálivu Monterey na středním pobřeží Kalifornie. Velel jí Herbert Victor Wiley, jeden z mužů, kteří přežili katastrofu Akronu. V oblasti Point du Sur se dostala do bouře, která poškodila její záď. Vlivem větrných poryvů vzducholoď přišla o horní svislou ocasní plochu a bylo protrženo několik plynových oddílů.
Řízení se vymklo kontrole a vzducholoď začala rychle ztrácet výšku. Pro vyrovnání byly motory spuštěny na plný výkon a byla uvolněna zátěž, aby se vzducholoď nezřítila, jako předtím Akron. Vzducholoď Macon začala prudce stoupat nosem nahoru. Vystřelila vzhůru do výšky 4850 stop (1478 metrů), kde zafungovaly nouzové ventily, které automaticky vypustily zbytek nosného helia. Motory ji dále nedokázaly udržet ve vzduchu, takže během dvaceti minut klesla až k mořské hladině a zřítila se do moře.
Z 83 mužů posádky se 81 zachránilo (jiné prameny uvádějí 74 ze 76 mužů), neboť po katastrofě Akronu byl Macon vybaven záchrannými vestami. Oni dva mrtví byli zbytečnou ztrátou. Jeden vyskočil, když byla vzducholoď ještě příliš vysoko a druhý se z potápějícího se vraku snažil zachránit osobní věci. Trosečníky zachránily americké lehké křižníky třídy Omaha USS Cincinnati (CL-6), USS Concord (CL-10) a USS Richmond (CL-9). Velitel Wiley byl za svůj postup při nehodě pochválen ministrem námořnictva Claudem A. Swandonem. Zároveň byl vyznamenán za osobní záchranu člena posádky s nasazením vlastního života.
Trosky vzducholodě se potopily do hloubky přibližně 457 metrů. Při nehodě byly zničeny i čtyři letouny Curtiss F9C Sparrowhawk (sériová čísla A9058–A9061).
Zničení této vzducholodi prakticky znamenalo konec éry ztužených vzducholodí v USA. Poslední zbývající USS Los Angeles (ZR-3) byla rozebrána v roce 1940. Neztužené vzducholodi byly však americkým námořnictvem využívány až do konce 50. let 20. století.